# Aquauas
Aquaua é um membro do grupo indígena dos aquauas, cuja língua é o aquaua, sendo eles os assurinis-do-tocantins, os suruís-aiqueuaras e os paracanãs.

## Ligações Externas
- Acervo Etnográfico Museu do Índio - Asurini